# Ultra-DMA

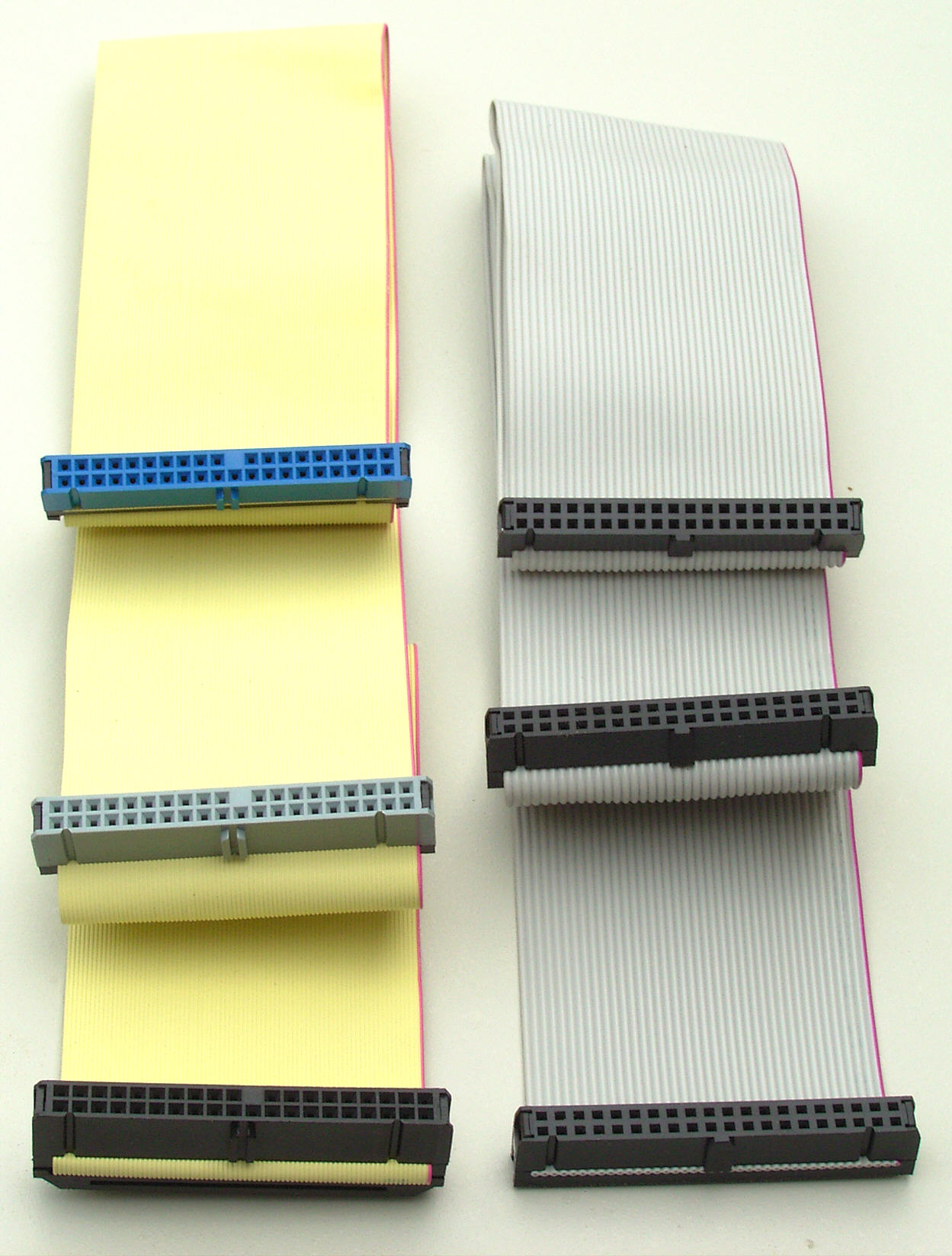
80- und 40-adrige ATA-Kabel zum Verbinden von Host zu Gerät

UDMA (Abkürzung für Ultra-Direct Memory Access) ist ein Zugriffsprotokoll des ATA-Standards, das festlegt, wie Daten zwischen dem Controller einer ATA-Festplatte und dem Arbeitsspeicher übertragen werden. Es handelt sich um ein Nachfolgeprotokoll des PIO-Modus.
UDMA wie auch DMA ermöglichen es der Festplatte, Daten unter Verwendung eines DMA-Controllers direkt vom bzw. zum Arbeitsspeicher zu übertragen, ohne dabei den Prozessor zu benutzen. Dadurch wird das System entlastet. Beim Bus Mastering übernimmt der Festplattencontroller selbst die Aufgabe eines DMA-Controllers. Die verschiedenen Standards sind UDMA33, UDMA66, UDMA100, UDMA133 usw. und geben die theoretisch zu erreichende Datentransferrate in MByte/s (MB/s) an.
Den Anfang machte UDMA33. Um die Übertragungsrate zu erhöhen, wurde die Signalrate verdoppelt. Das ist möglich, da sowohl an den steigenden als auch an den fallenden Flanken des Taktsignals Daten übertragen werden. Dadurch stieg die Datenübertragung von 33 MB/s auf zunächst 66 MB/s.
Um die Korrektheit der Daten zu gewährleisten, wurde mit UDMA zyklische Redundanzprüfung (CRC-Check) eingeführt.
Oft wird auch der UDMA-Modus angegeben. Hier gelten die folgenden Entsprechungen:
| UDMA   | Transferrate in MB/s | Bezeichnung |
| ------ | -------------------- | ----------- |
| Mode 0 | 016,7                | UDMA16      |
| Mode 1 | 025,0                | UDMA25      |
| Mode 2 | 033,3                | UDMA33      |
| Mode 3 | 044,4                | UDMA44      |
| Mode 4 | 066,7                | UDMA66      |
| Mode 5 | 100,0                | UDMA100     |
| Mode 6 | 133,3                | UDMA133     |
| Mode 7 | 166,0                | UDMA166     |

Für Transferraten größer 33,3 MB/s (also ab UDMA Mode 3) ist ein feineres, 80-adriges Flachbandkabel nötig, in dem jede zweite Ader auf Masse gelegt ist, was die Signal-Adern besser voneinander abschirmt und die höhere Geschwindigkeit erst möglich macht. Die Stecker haben wie gewohnt 40 Pole, der Hostadapter-seitige Stecker hat jedoch eine besondere Kodierung, an der der ATA-Hostadapter erkennen kann, dass ein solches Kabel benutzt wird. Erst dann schaltet er die schnelleren Modi von größer 33,3 MB/s frei. Verwendet man das alte, 40-adrige Kabel, so warnen (manche) BIOS-Varianten und verweigern höhere Modi. Bei den 80-adrigen Kabeln ist zur Kennzeichnung des Hostadapter-seitigen Kabelendes der Stecker an diesem Ende blau. Beim Anschluss der ATA/ATAPI-Geräte mit einem solchen Kabel ist deshalb darauf zu achten, dass das blaue Kabelende an die Hauptplatine bzw. den ATA-Hostadapter angeschlossen wird.
Für die Bedeutung des schwarzen und des grauen Steckers am ATA-Kabel siehe ATA-Kabel: Farben der Stecker.